# الثريات
الثريات إحدى مدن الجمهورية التونسية، تقع في ولاية سوسة. تبعد 8 كم عن مدينة سوسة. الثريات توجد آثار قصور رومانية وبعض خزانات المياه القديمة وقد تم اكتشاف نافورة جميلة من الفسيفساء تعود إلى العهد الروماني. 
وقد ذكرها العلامة ابن خلدون في المقدمة على أنها التجمع السكني الوحيد بين الموجود بين مدينتي سوسة والمنستير.